# Asz-Szajch Hilal
Asz-Szajch Hilal (arab. الشيخ هلال) – wieś w Syrii, w muhafazie Hama. W 2004 roku liczyła 835 mieszkańców.